# ジャック (原子力潜水艦)
|           |                                    |
| 艦歴      |                                    |
| 発注:     | 1959年3月13日                      |
| 起工:     | 1960年9月16日                      |
| 進水:     | 1963年4月24日                      |
| 就役:     | 1967年3月31日                      |
| 退役:     | 1990年7月11日                      |
| 除籍:     | 1990年7月11日                      |
| その後:   | 原子力艦再利用プログラム           |
| 性能諸元  |                                    |
| 排水量:   | 水上：3,968トン                    |
| 全長:     | 297 ft 4 in (91 m)                 |
| 全幅:     | 31 ft 7 in (9.6 m)                 |
| 吃水:     | 25 ft 4 in (7.7 m)                 |
| 機関:     | S5W reactor                        |
| 最大速:   | 20+ ノット (37 km/h)               |
| 乗員:     | 士官、兵員95名                     |
| 兵装:     | 21インチ魚雷発射管4基、 サブロック |
| モットー: |                                    |

ジャック (USS Jack, SSN-605) は、アメリカ海軍の原子力潜水艦。パーミット級原子力潜水艦の7番艦。艦名は様々な魚の名であるジャックに因む。その名を持つ艦としてはガトー級潜水艦48番艦(SS-259)以来2隻目。

## 艦歴
ジャックの建造は1959年3月13日にメイン州キタリーのポーツマス海軍造船所に発注され、1960年9月16日に起工する。1963年4月24日にグローブス夫人（マンハッタン計画責任者レズリー・グローヴス中将の妻）によって命名、進水し、1967年3月31日に艦長ルイス・T・ウルバンツィク・ジュニア中佐の指揮下就役する。
ジャックは、実験的に、減速ギアを介さずにタービンと推進シャフトを直結した直接駆動推進システムと2重反転プロペラを搭載したことにより姉妹艦より20フィート長い船体となったものの、かつて同様の機軸を実装した実験潜水艦アルバコアの場合とは異なり、期待されたほどの成果は上がらなかった。
ジャックは1990年7月11日に退役し、同日除籍された。その後ワシントン州ブレマートンで原子力艦再利用プログラムの下に解体が始まり、1992年6月30日に作業は完了した。